# Đorđe Mićić
Đorđe Mićić (in serbo Ђорђе Мићић?; Čačak, 11 settembre 1983) è un ex cestista e allenatore di pallacanestro serbo.

## Carriera
Con la Serbia ha disputato le Universiadi di Bangkok 2007.

## Palmarès
- Campionato bulgaro: 1

Levski Sofia: 2013-14
- Coppa di Serbia: 1

FMP Železnik: 2007
- Coppa di Bulgaria: 1

Levski Sofia: 2014
- Lega Balcanica: 1

Levski Sofia: 2013-14